# 信陽毛尖

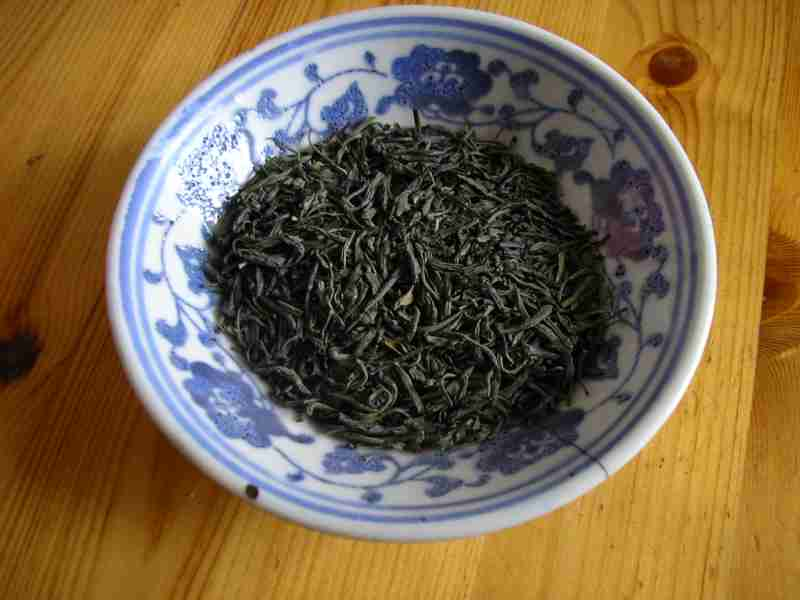
信陽毛尖の茶葉

信陽毛尖（しんようもうせん、シンヤンマオジェン）は、中華人民共和国河南省信陽市の緑茶。「中国十大銘茶」の1つに数えられる。河南省を代表する緑茶の1つ。

## 概要
火に炙って殺青する「烘青」で製茶される。
茶葉の形状は、細くてまっすぐ。上質な茶葉には「白毫」と呼ばれる産毛に包まれた新芽が多く含まれる。
穀雨の前後に一芽一葉、一芽二葉で茶摘みが行われる。
伝統的には手作りで製茶が行われているが、大量生産に向かず、価格も高くなるため、日本の茶産業から技術導入と、2000万元（約4億円）以上をかけて生産ラインの導入を行っている。2023年時点での、信陽市における茶葉の生産量は8万トン。総生産額は150億元（約2981億円）、従業員は120万人を超えている。

## 歴史
唐の時代には、信陽は茗茶の産地として知られ、清の時代には「全国茗茶」の1つに挙げられるようになった。

## 評価
- 1915年 サンフランシスコ万国博覧会にて金賞を獲得[1]。
- 2007年 第2回世界緑茶会議（日本静岡県で開催）において、「龍潭」と「文心」を含む信陽毛尖の6つのブランドが金賞を受賞[1]。
- 2014年 信陽毛尖の生産技術が中国の国家無形文化遺産に登録[1]。